# Північна Корея на зимових Олімпійських іграх 1998
Корейську Народну Демократичну Республіку на зимових Олімпійських іграх 1998 представляли 8 спортсменів в 2 видах спорту. Збірна не завоювала жодної медалі.